# Tennantia
Tennantia là một chi thực vật có hoa trong họ Thiến thảo (Rubiaceae).

## Loài
Chi Tennantia gồm các loài: